# Garratt (mozdony)

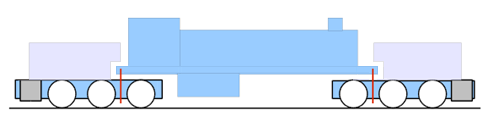

A Garratt a gőzmozdonyok olyan típusa, amelynek váza három részre tagolt. Ezek a részek egymáshoz képest elmozdulhatnak. A kazán a középső vázon foglal helyet, a meghajtást végző gépek pedig az első illetve a hátsó vázakon találhatóak, a kazán mindkét végénél. Ily módon a Garratt-mozdonyok élesebb kanyarokat is be tudnak venni, mint a nagyméretű tagolatlan gőzmozdonyok. Számos Garratt típusnál a tervezés szándéka az volt, hogy egyetlen mozdonyban megduplázzák a legnagyobb hagyományos lokomotívok erejét, ezáltal csökkentve a mozdonyok és a kezelői személyzet számát.
A Garratt lokomotívokat Herbert William Garratt angol mérnök fejlesztette ki. Az első ilyen típusú mozdonyokat a Beyer-Peacock cég építette meg. Észak-Amerika kivételével valamennyi kontinensen használták őket. Legszélesebb körben Afrikában terjedt el, különösen Dél-Afrikában, Rhodéziában (a mai Zimbabwe) és Algériában.

## Jellemzők
A Garratt dizájn fő előnye abban rejlik, hogy a kazán és tűzszekrény egysége a két meghajtóegység között foglal helyet, ezáltal felszabadítván ezeket a komponenseket olyan méretbeli korlátok alól, amelyek jelen vannak a hagyományos és más tagolt típusú (például Mallet) gőzmozdonyoknál, ahol a kazán és az égéstér a váz és a futóművek fölött helyezkedik el. A Garratok kazánja nagyobb átmérőjű lehet, így a fűtőfelületet is nő, ami elősegíti a gőztermelést. Másrészről azonos fűtőfelület mellett egy Garratt kazánja rövidebb lehet, mint egy hagyományos mozdonyé. Egyes Garratt típusoknál a kazán annyira hosszú lehet, hogy a víz alig melegszik fel a kazán füstszekrény felőli oldalán. Egy nagyméretű égéstér előnyei közé tartozik az üzemanyag hatékonyabb elégetése, ami növeli a víz forralásához szükséges hőmennyiséget.
A tervezés geometriája következtében a Garratt előnnyel rendelkezik a Mallett típusú artikulált mozdonyokkal szemben. Kanyarokban a Garratt dizájn csökkenti a kazánt és a fülkét hordozó középső vázra eső centrifugális erőt, aminek köszönhetően gyorsabban haladhat. A tagolt gőzmozdonyok sebességi rekordját egy Garratt tartja. A legtöbb Garratot teherszállításra tervezték, azonban volt néhány amit személyszállításra használtak.
A Garrattok számos előnnyel rendelkeztek keskeny nyomtávú és gyengébb minőségű pályákon. Szertartályos gőzmozdonyokról lévén szó könnyedén közlekedhettek hátrafelé is, ezért esetükben nem volt szükség fordítókorong használatára. Mivel a mozdony tömege eloszlik a három egység között, olyan hidakon és pályaszakaszokon is keresztülhaladhat, ahol a vele azonos tömegű hagyományos és Mallet mozdonyok nem. A gőzmozdonykorszak végén, amikor a konvencionális mozdonyok elérték méretük legfelső határait, a Garrattok tovább növekedtek: a nagyobb méretű meghajtott kerekek és nagyobb kazánok nagyobb teljesítményt adtak.
A Garratt koncepció hátránya valamennyi szertartályos mozdonyéval egyetemben az, hogy a víz és a szén mennyiségének fogyásával (az első tartályban illetve hátsó tárolóban), csökken a meghajtott kerekek tapadása. Ahogy a kerekeken kevesebb a súly, a csúszás gyakoribb. Ennek kiküszöbölésére egy vízzel töltött vagont kapcsoltak közvetlenül a mozdony mögé. Ez azt is lehetővé tette, hogy a mozdony nagyobb távolságokat megtegyen. A mozdony által szállított szén és víz tömegét előre kiszámolták és ez a tapadást befolyásoló két tényező általában nem jelentett gondot a gép használata közben.

## Fordítás
- Ez a szócikk részben vagy egészben  a   Garratt című angol Wikipédia-szócikk ezen változatának fordításán alapul.  Az eredeti cikk szerkesztőit annak laptörténete sorolja fel. Ez a jelzés csupán a megfogalmazás eredetét és a szerzői jogokat jelzi, nem szolgál a cikkben szereplő információk forrásmegjelöléseként.